# عربی میانرودانی
عربی بین النهرین (میانرودانی) یا عربی عراقی یکی از زبان‌های عربی رایج در عراق است که تا خوزستان ایران، بخش‌هایی از سوریه و جنوب خاور ترکیه نیز گسترده شده‌است.
این زبان دارای بستری سریانی-آرامی است و زبان‌های اکدی، سومری، بابلی، فارسی، ترکی استانبولی، کردی و یونانی از دیگر زبان‌های تأثیرگذار بر آن هستند. گفته می‌شود عربی عراقی تاثیرپذیرفته‌ترین گویش از سریانی-آرامی است و دلیل آن رایج بودن این زبان پیش از رواج اسلام در این منطقه است.

## گویش‌ها
گویش‌های عربی عراقی به دو گروه گِلِت (در جنوب) و قِلتُ (در شمال) تقسیم می‌شوند. این نامگذاری برپایه تلفظ عبارت «قُلتُ» (به معنای گفتم) در گویش‌هاست.
گروه گلت در جنوب شامل شاخهٔ گویشی جنوب دجله (که شناخته‌شده‌ترین آن‌ها عربی بغدادی و عربی بصراوی است) و شاخهٔ فرات است. عربی خوزستانی رایج در ایران نیز بخشی از این گروه است. گروه قلت در شمال که به نام عربی موصلی نیز شناخته می‌شود، شاخهٔ گویشی شمال دجله را در بر می‌گیرد. عربی قبرسی نیز بخشی از این گویش است.

## پراکندگی
زبان عربی عراقی علاوه بر عراق در شرق حلب در سوریه، کویت، قطر، بحرین، استان شرقی عربستان، استان خوزستان ایران و در جنوب شرق ترکیه تکلم می‌شود.